# هرانت دينك
هرانت دينك (15 سبتمبر 1954 - 19 يناير 2007) هو صحفي تركي أرمني وصاحب ورئيس تحرير صحيفة أغوس الأرمنية.
كان دينك عضواً بارزاً من الأقلية الأرمنية في تركيا. اشتهر دينك بدفاعه عن المصالحة التركية الأرمنية وحقوق الإنسان والأقليات في تركيا. انتقد في كثير من الأحيان إنكار تركيا لمذابح الأرمن، والتهجير في الشتات الأرمني. تمت محاكمة دينك ثلاثة مرات بتهمة إهانة الهوية التركية، فيما تلقى عدة تهديدات بالقتل على يد قوميين أتراك. أغتيل في إسطنبول بتاريخ 19 يناير عام 2007 أمام مقرالصحيفة على يد قومي تركي يدعى أوغون ساماست وهو مراهق عمره 17 سنة. وفي الوقت الذي تم اعتقال ساماست، انتشرت على الإنترنت صور للقاتل برفقة رجال شرطة أتراك يبتسمون أمام العلم التركي. وقد أدت الصور إلى فضيحة في البلاد، ما دفع إلى فتح سلسلة من التحقيقات وإبعاد الأشخاص المعنيين عن مناصبهم. وحضر خلال مراسم تشييع دينك أكثر من مئة ألف شخص ساروا احتجاجاً على الاغتيال، ورددوا شعارات مثل: «نحن جميعنا أرمن» و «نحن جميعاً هرانت دينك». وتزايد انتقاد المادة 301 المتعلقة بإهانة الهوية التركية، مما أدى إلى مقترحات برلمانية لإلغائها.

## حياته
ولد هرانت دينك حاملاً الجنسية التركية، وهو من أصل أرمني في 19 أيلول عام 1954 في مدينة ملاطية (جنوب شرق تركيا). والده سركيس دينك، المعروف أيضاً باسم حاسم خلفا، يمتهن الخياطة، ووالدته غالفارت دينك انفصلت لاحقاً عن زوجها لتعلّقه بلعب الميسر.
بقي هرانت في منزل جدّه حتى سن السابعة لينتقل بعدها إلى ميتم تابع للطائفة الأرمنية الإنجيلية في إسطنبول حيث تعرّف إلى زوجته المستقبلية راكيل ياكبازان.

## دراسته
بقي هرانت في منزل جدّه حتى سن السابعة لينتقل بعدها إلى ميتم تابع للطائفة الأرمنية الإنجيلية في إسطنبول حيث تعرّف إلى زوجته المستقبلية راكيل ياكبازان. أكمل هرانت في الميتم دراسته حتى السنة الثانوية الأخيرة حين طرد منه لاعتناقه الفكر الشيوعي الماوي، فاضطر إلى التوجه إلى ثانوية سيسلي الرسمية لإنهاء دراسته المدرسية فيها.

## معسكر تزولا للشباب الأرمني وسجنه
لهرانت بكالوريوس من جامعة إسطنبول من قسم علم الحيوان، ثم انتقل إلى قسم الفلسفة في الجامعة نفسها، إلا أنه أوقف دراسته لانهماه في تأسيس «معسكر تزولا للشباب الأرمني». بدأ هرانت دينك وزوجته رايتشل إدارة المخيم، لكن في عام 1979 استولت السلطات التركية على المخيم الذي كان يأوي 1500 يتيم أرمني. وضع دينك كتاباً عن قصة المخيم، وكتب فيه ما يلي: «كنت في الثامنة حين وصلت إلى مخيم توزلا. عملت لمدة 20 سنة من أجل هذا المخيم. تعرفت بزوجتي رايتشل. كبرنا معاً وتزوجنا هناك. رزقنا أطفالنا هناك. لكن تلقينا قرار المحكمة في يوم من الأيام. وخسرنا بعد خمس سنوات من الكفاح. ماذا أمكننا أن نفعل والحكومة ضدنا؟»
خلال هذه الفترة، سجن دينك ثلاث مرات بسبب آرائه السياسية، ثمّ بقي بعيداً عن النشاط السياسي بين 1980 و1990

## عمله والصحافة
بين 1980 و1990، عمل في مكتبة مع إخوته. وفي عام 1996، قرّر تأسيس صحيفة «آغوس» التي تصدر باللغتين الأرمنية والتركية، فشغل منصب رئيس التحرير فيها، على أن تكون الناطقة باسم المواطنين الأرمن في تركيا. أراد دينك أن تكون «أغوس» صوت المعارضة الديموقراطية التركية لإظهار حقيقة النظام وغياب العدالة بحقّ المجتمع الأرمني، كما أرادها أن تكون نقطة لقاء بين الأرمن والأتراك وأن تنمّي الحوار بينهما. واستمرّ في رئاسة التحرير حتى تاريخ اغتياله. بدأت «آغوس» بحوالى 1800 مشترك، لكن سرعان ما ارتفعت أسهمها لدى القرّاء ليصبح عدد مشتركيها 6000 من الأرمن والأتراك.

## قبل مقتله
تعرّض هرانت لمضايقات كثيرة من القوميين الأتراك عبر البريد العادي والإلكتروني ورسائل قصيرة على هاتفه الخلوي بسبب دعمه للقضايا الأرمنية وحثه الحكومة على الاعتراف بالإبادة الجماعية بحقهم؛ وكانت هذه الأفعال شبه «مباركة» من النظام التركي، وهو أمر اشتكى دينك منه كثيراً عبر مقالاته الأسبوعية.
رغم إيمانه الشديد بضرورة الاعتراف التركي بالأعمال الإجرامية، رفض دينك في مقال له نشر في «أغوس» في شهر أيلول 2006 مشروع القانون الفرنسي بفرض عقوبات على إنكار مجازر في حق الأرمن، على أساس أنه يتناقض وحرية التعبير، ويسخّف المسألة الأرمنية ويجعلها مجرّد ورقة ضغط سياسية بحق تركيا لمنعها من الانضمام إلى الاتحاد الأوروبي.
حصل هرانت دينك على جائزة «ايزي نور زاراكوليو» لحرية التفكير والتعبير من منظمة حقوق الإنسان التركية عام 2005، وعلى جائزة «جيرمان هنري نانين» من مجلة «سترن» لحرية التفكير والشجاعة الصحفية، وعلى جائزة «دوتش أوكسفام بين» للفكرة والتفكير 2006، وعام 2007 نال قبل وفاته جائزة «بجورنسون» النرويجية لحقوق الإنسان.
تمت إدانة هرانت في 2006 بتهمة إهانة الهوية التركية بالحبس ستة أشهر مع وقف التنفيذ.

## اغتياله
في 19 كانون الثاني 2007، كان هرانت دينك عائداً إلى مكتبه في صحيفة «آغوس» من جولة سريعة على أحد المصارف القربية من مبنى الجريدة، حين فاجأه أوغون ساماست بثلاث طلقات. كان ساماست قد توجّه صباح اليوم نفسه إلى «أغوس» طالباً لقاء دينك، معرّفاً عن نفسه بأنه طالب في جامعة إسطنبول. وبعد أن رفض تحديد موعد له، غادر المبنى، لكن يبدو أنه كمن لدينك ساعات أمام المبنى حتى تمكّن من تنفيذ العملية. وقال شهود عيّان إنّ ساماست صرخ مرات عديدة «قتلت الخائن» قبل أن يغادر في سيارة بيضاء كانت تنتظره.
بعد حوالى 32 ساعة من عملية الاغتيال قبضت الشرطة التركية على ساماست في مدينة سامسون (على البحر الأسود) لدى ركوبه حافلةً متّجهةً إلى طرابزون حيث يسكن ذووه، كما ضبط سلاح الجريمة معه. كانت الشرطة قد عمّمت صورةً للقاتل التي التقطت بواسطة كاميرات المراقبة، فتعرّف عليها والده وأبلغ الشرطة.
بعد اعتقاله، قال ساماست إنه غير نادم على فعلته، معلنا إستعداده لتنفيذ عمليات أخرى لـ«الدفاع عن الوطن»، كما ادّعى أنه تصرّف من تلقاء نفسه لدى قراءته على صفحات الإنترنت مقالات تدين دينك بالإساءة إلى القومية التركية. استقبل ساماست كبطل قومي في السجن، إذ سرّبت بعض الصور في مركز الشرطة تتضمن القاتل وعدداً من عناصر الأمن الفرحين، وقد علّقوا لافتةً تحمل قولاً مأثوراً لمصطفى كمال «مصلحة الوطن أغلى من أن تترك الأقدار تحدد مسارها». كما سمحت إدارة سجن قاسم باشا في العاصمة، حيث يقبع ساماست، بإدخال تلفزيون وصل لساماست هديةً من أحد رجال الأعمال الأتراك.

## بعد موته
قال محامي هرانت دينك أنّ «ساماست ليس إلا الإصبع الذي ضغط على الزناد». رغم إصرار القاتل على عدم انتمائه لأي تنظيم وتنفيذه العملية بدافع فردي، تبقى الاتهامات موجهة لبعض الأطراف والتنظيمات.
وبعد الاغتيال، صرّح رئيس الوزراء التركي رجب طيب أردوغان بأنّ «الأيدي الخائنة اختارت تركيا هذه المرة لإثارة الفتنة والعنف فيها»، كما رأى أمام الصحافيين أن «هذا الاعتداء يستهدفنا جميعاً، وارتكب ضد حرية التعبير وحياتنا الديموقراطية»، ودان بشدة باسم حكومته ما اعتبره «اغتيالاً حاقداً». ووعد بكشف ملابسات الجريمة في أقرب وقت، لافتاً إلى أنه كلف شخصياً وزيري الداخلية عبد القادر اكسو والعدل جميل جيتشيك كشف «الحقيقة كاملة» حول ظروف الحادث.
وجرت في وسائل الإعلام التركية نقاشات ساخنة بين كافة الأحزاب الموالية والمعارضة والقومية، إذ اعتبر حزب الحركة القومية التركية أنّ اغتيال دينك جاء استكمالاً لاغتيال الرئيس الحريري «على أيدٍ إسرائيلية وأميركية» بهدف منع تركيا «من الدخول عسكرياً إلى شمال العراق»، أي كما أخرج اغتيال الحريري الجيش السوري من لبنان سيمنع اغتيال دينك «دخول القوات التركية إلى شمال العراق بهدف إقامة دولة كردية هناك».
أما اليساريون والليبراليون فاعتبروا هذا التحليل بمثابة إخفاء الدور القومي في عملية اغتيال دينك وسائر الصحافيين الذين اغتيلوا منذ أكثر من ثلاثة عقود. وشبّهت هذه الأطراف هذه الادّعاءات بأنها مشابهة لاتهام تنظيم القاعدة بمسؤولية كل ما يقع من هجمات انتحارية تستهدف المدنيين.
كما استنكر دينيز بايكال رئيس حزب الشعب الجمهوري المعارض للحكومة التركية في كلمة ألقاها في البرلمان تجاهل الأجهزة الأمنية لبلاغ جاءها عن مخطط لاغتيال دينك من دون أن تتخذ أية إجراءات وقائية لمنع حصول ذلك. وتهجّم بايكال على هذه الأجهزة متهماً الحكومة والإسلاميين بزرع شبكة من الإسلاميين في صفوف القوى الأمنية تعمل لمصلحة الحكم وتنفذ مخططات لمصلحتها السياسية.
وطالبت المعارضة الكردية بتوسيع التحقيق ليشمل كل الاغتيالات السابقة التي اتّهمت فيها الشبكات القومية والجيش التركي بارتكاب جرائم ضد الأكراد.

## الأرمن في لبنان
في لبنان، أحيت لجنة الدفاع عن القضيّة الأرمنية ذكرى أربعين الصحافي الشهيد هرانت دينك يوم الأحد الفائت في قداس وجناز أقيما لراحة نفسه في كاثوليكوسية الأرمن الأرثوذكس لبيت كيليكيا في أنطلياس، برئاسة كاثوليكوس الأرمن الأرثوذكس آرام الأول ومعاونة لفيف من المطارنة والكهنة. حضرت وفود حزبية ودينية رفيعة المستوى، إضافةً إلى النوادي والجمعيات الأرمنية.
ويرى هاغوب هافاتيان، المسؤول الإعلامي في حزب الطاشناق أنّ تركيا شهدت مجموعة كبيرة من القوانين التي وضعت قيوداً على حرية التعبير «أدّت إلى محاكمة كتّاب وصحافيين بسبب تعبيرهم السلمي الرافض للسياسة التركية». ضمن هذه القوانين، تحدث هافاتيان عن التعديل الذي طرأ على المادة 159 من القانون في حزيران 2006 لإنشاء المادة 301 «لتطبيقها بشكل تعسّفي بحق الآراء المعارضة». وحمّل هافاتيان النظام التركي المسؤولية غير المباشرة وراء عملية اغتيال دينك، إذ رأى أنّ المادة 301 «مهّدت الأجواء وشجّعت القوميين المتطرفين على التمادي في التعبير عن آرائهم»، إضافةً لتجاهل الأجهزة الأمنية التركية مسألة تهديدات هرانت والخطط التي كشف عنها لتصفيته.
لفت هاغوب أيضاً إلى الجموع الكبيرة التي ودّعت هرانت، وهي مشتركة من أرتاك وأرمن، معتبراً أنه «تعبير من قبل الشعب التركي حول حقيقة الإبادة بحق الأرمن». وختم قائلاً «أضيف شهيداً جديداً على مليون ونصف شهيد أرمني».
أما إيدي باهاديريان فقد عبّر من جهته عن رفض حزب الرامغافار لهذا الاغتيال، معتبراً أن جميع الأحزاب والطوائف الأرمنية تتوحد لتواجه هذه الأعمال. رفض باهاديريان اتهام أي طرف قبل الانتهاء من التحقيقات، إذ إنها «قضية داخلية تركية» ولا أدلّة واضحة بعد حول حقيقة من اغتال دينك.

## المقال الأخير
في مقاله الأخير، أوضح دينك بعض التهديدات التي كانت تطاله والتي خاف أن تستهدف المقرّبين منه. كما وصف نفسه بالحمامة إذ ينظر «يمنةً ويسرةً، أمامي وورائي، خجلاً مثل الحمامة، لكن أعرف أنّ شعب هذا البلد لا يمكن أن يؤذي حمامةً». كما أعرب عن تعلّقه بتركيا فكتب «البقاء في تركيا هو رغبتي الحقيقية وواجب عليّ احترام كل الأصدقاء». وختم مقاله هذا «إذا اضطررت يوماً إلى الرحيل فسأنطلق على الطرق تماماً كما حصل عام 1915».كتب في أحد مقالاته عن المجازر الأرمنية، مستعيناً بالمثل الأناضولي القائل «الدم النقي الذي سيحلّ مكان الدم المسموم للأتراك يسري في العروق النبيلة التي ينبغي على الأرمن أن يمدّوها بينهم وبين أرمينيا».